# Smižany (przystanek kolejowy)
Smižany – przystanek kolejowy we wsi Smižany w kraju koszyckim na linii kolejowej nr 180 na Słowacji.